# Território de Memel
A Região de Klaipėda (em lituano:  Klaipėdos kraštas)  ou Território de Memel (em alemão:  Memelland ou Memelgebiet) foi definido pelo Tratado de Versalhes, em 1920, quando foi colocado sob a administração do Conselho de Embaixadores.
O território original dos Escalovianos e Curônios foi conquistado em torno de 1252 pelos Cavaleiros Teutônicos, que construíram Memelburg (Castelo de Memel) e a cidade de Memel (atual Klaipeda). Em 1422, uma fronteira foi estabelecida entre a Prússia e a Lituânia ao abrigo do Tratado de Melno, e esta fronteira existiu até 1918.
O Território de Memel, situado entre o rio e a cidade de mesmo nome, foi criado após a Primeira Guerra Mundial, pelo Tratado de Versalhes e sob o controle da Liga das Nações sob administração francesa. Foi ocupado pela Lituânia durante a "Revolta de Klaipėda" de 1923. Mas, seria anexada pela Alemanha Nazista, em março de 1939 e imediatamente reintegrada a Prússia Oriental, a apenas meio ano antes da eclosão da Segunda Guerra Mundial. Nos estágios finais da guerra, em 1945, foi ocupada pelas forças soviéticas, e foi formalmente anexada pela União Soviética em 1945, livre de sua população alemã nativa, e fez parte da República Socialista Soviética da Lituânia. Desde o colapso da União Soviética, em 1991, tem sido parte da República da Lituânia e contida dentro de Klaipėda e Concelhos Tauragė. A fronteira, que foi instituída pelo Tratado de Versalhes, ao longo do rio, permanece em vigor como o limite atual entre a Lituânia e o Óblast de Kaliningrado.